# Haus am Forellenteich
Das Haus am Forellenteich im Martinspfad 72 ist ein Bauwerk in Darmstadt.

## Geschichte und Beschreibung
Das Haus am Forellenteich wurde in den Jahren 1905 und 1906 nach Plänen des Architekten Karl Klee erbaut.
Bauherr war der Darmstädter Industrielle Goebel.
Stilistisch gehört die repräsentative Villa zum Jugendstil.
Bemerkenswerte Details der Jugendstilvilla sind:
- die Turmhaube
- das Treppenhaus
- das reich verzierte Portal mit dem Namenszug und dem Vordach
- die aufwendig geschmiedeten Fenstergitter
- die Wasserspeier
- die Kapelle im Inneren der Villa

Benannt wurde die Villa nach ihrem Standort am Bessunger Forellenteich.
Seit Anfang der 1930er-Jahre gehört das Anwesen zum Marienhospital.

## Denkmalschutz
Aus architektonischen, baukünstlerischen und stadtgeschichtlichen Gründen steht das Haus am Forellenteich unter Denkmalschutz.